# Poarta Sălajului
Poarta Sălajului – wieś w Rumunii, w okręgu Sălaj, w gminie Românași. W 2011 roku liczyła 435 mieszkańców.